# Ford Country Squire
Le Ford Country Squire (plus tard le Ford LTD Country Squire) est une série de familiales assemblés par le constructeur automobile américain Ford. Le break premium de la division Ford, le Country Squire, se distingue par ses garnitures extérieures en similibois. Des années modèles 1950 à 1991, huit générations de Country Squire ont été produites. À la suite de l'arrêt d'Edsel, Mercury a commercialisé le Mercury Colony Park en tant qu'homologue divisionnaire du Country Squire, partageant la carrosserie et les garnitures.
Dans le cadre des modèles full-size de Ford, le Country Squire était l'homologue de plusieurs gammes de modèles. Pour ses deux premières générations, le Country Squire était basé sur la Ford Custom Deluxe (et la Ford Crestline qui l'a remplacée). Pour ses trois prochaines générations, le Country Squire était un modèle distinct; partageant initialement sa garniture avec la Ford Fairlane, le Country Squire a ensuite adopté la garniture de la Ford Galaxie. Pour ses deux dernières générations, le Country Squire est devenu un homologue de la Ford LTD (Ford LTD Crown Victoria après sa réduction).
Le Country Squire a été abandonné dans le cadre du développement de la Ford Crown Victoria de 1992. À la suite d'une baisse des ventes de break full-size, la Crown Victoria a été lancée exclusivement en tant que berline quatre portes, laissant le Country Squire sans remplaçant direct. À partir de la production de 2019, Ford ne vend pas de break sur base de berline en Amérique du Nord. La production de 41 ans du Country Squire est la troisième plus longue plaque signalétique d'une voiture Ford en Amérique du Nord, surpassée uniquement par la Ford Thunderbird (46 ans) et la Ford Mustang (56 ans, actuellement en production).

## Garniture en similibois
Bien que tous les Ford Country Squires présentent des garnitures de carrosserie à grain de bois, seules les versions de la première génération (1950-1951) sont de véritables « Woodies ». Les panneaux de carrosserie en bois véritable ont été fabriqués à l'usine Ford Iron Mountain dans la péninsule supérieure du Michigan à partir de bois de construction appartenant à la Ford Motor Company. Pour 1952, des carrosseries entièrement en acier ont remplacé les carrosseries en bois pour réduire les coûts de production. Par la suite, la garniture extérieure de la carrosserie se composait de similibois (avec divers degrés de couverture sur la carrosserie).
Au cours des années 1960, 1970 et au début des années 1980, Ford utilisait la plaque signalétique Squire sur les véhicules intermédiaires, de taille moyenne, compacts et sous-compacts, désignant des breaks avec des garnitures extérieures en similibois. Outre les Ford full-size, le nom Squire a été utilisé pour les Falcon, Fairlane, Torino, Pinto, Granada, Gran Torino, LTD II, Fairmont, Escort et LTD de taille moyenne (le dernier modèle à utiliser le nom). Le nom Squire a également été utilisé sur les versions en similibois du Ranchero; en 1976, Ford a offert une berline Pinto Squire Runabout.

## Première génération (1950-1951)

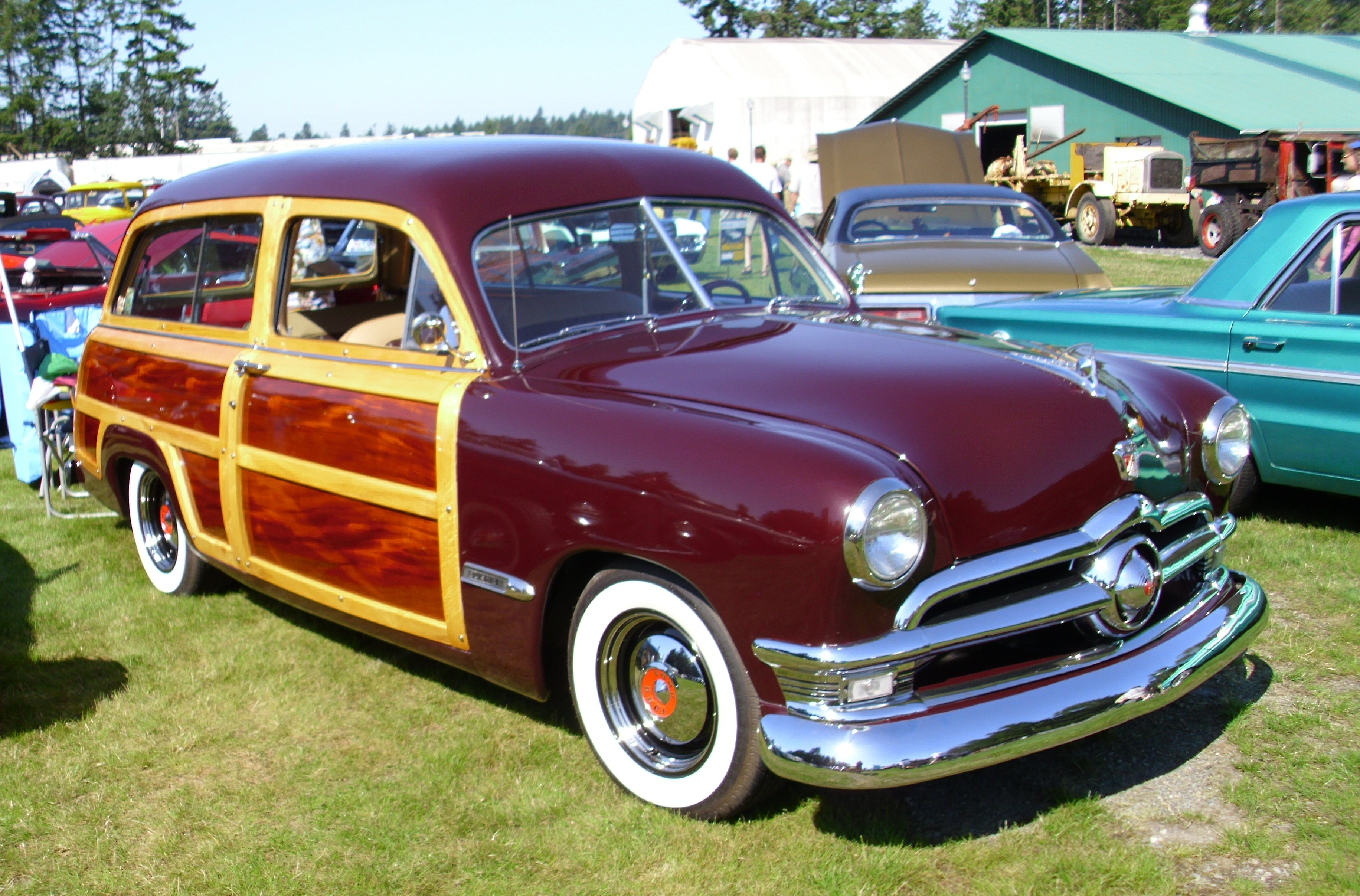
Country Squire de 1950.

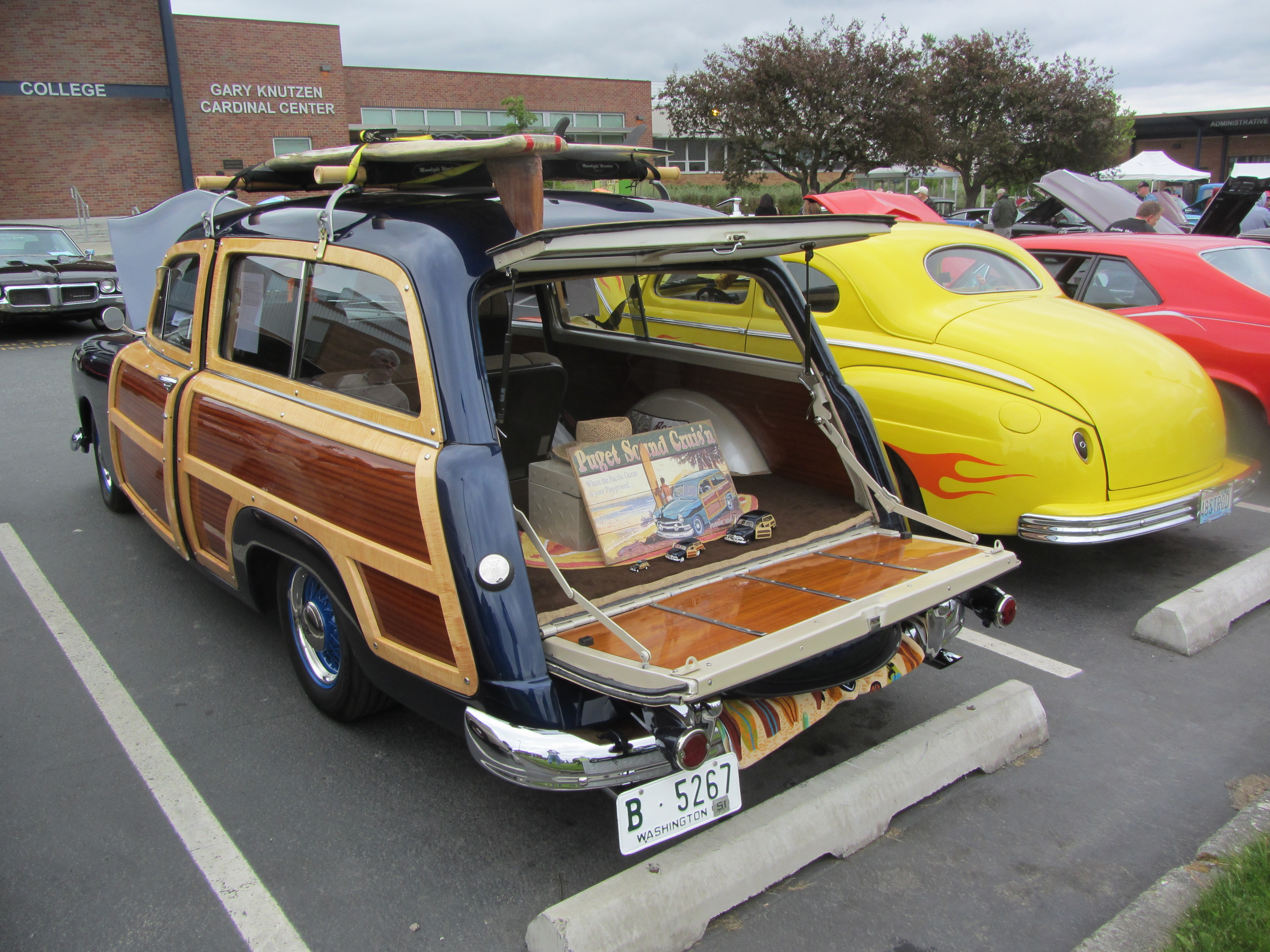
Vue arrière (1949).

Pour l'année modèle 1949, Ford a présenté sa première gamme de modèles d'après-guerre. Tout en conservant la construction carrosserie sur cadre, le châssis de la Ford 1949 a abandonné plusieurs éléments de conception conservés par Ford depuis la Model T, y compris un arbre de transmission à tube de torsion et des ressorts à lames transversaux. Dans un changement majeur, Ford a cherché à changer la commercialisation des breaks, en faisant passer leur utilisation d'un véhicule utilitaire à un véhicule familial haut de gamme.
Conçu par Eugene Gregorie et Ross Cousins, le break Ford a marqué la première transition loin du «Woodie» complet. À la place d'une carrosserie complètement en bois à l'arrière du pare-feu, le break Ford de 1949 a été conçu avec un toit, des ailes arrière et un cadre de hayon en acier. La construction en bois est restée pour la carrosserie latérale et le hayon supérieur et inférieur (en utilisant du contreplaqué d'acajou garni d'érable ou de bouleau). Partageant sa carrosserie avec Mercury, le break Ford a été offert en finition Custom. Pour réduire le bruit et améliorer l'étanchéité, le break a été proposé avec deux portes au lieu de quatre, cependant, trois banquettes ont été utilisées, permettant des sièges pour huit passagers.
Pour l'année modèle 1950, Ford a renommé ses gammes de modèle. Au départ, le break était un Custom Deluxe avec le nom Country Squire introduit au début des années 1950. Plusieurs révisions ont été apportées en 1950 pour améliorer la fonctionnalité et la capacité. Les sièges des deuxième et troisième rangées ont été redessinés, permettant leur retrait sans outils. Dans un autre changement, le Country Squire a également reçu une suspension arrière plus lourde, des pneus plus larges et un réservoir de carburant plus grand par rapport aux berlines Ford.
À la suite de son introduction, le Country Squire a subi plusieurs révisions distinctes des berlines Ford. Pour 1950, la couverture de roue de secours a été supprimée. En avril 1950, le hayon inférieur a été redessiné, passant d'une construction entièrement en bois à une construction en acier (avec garniture en bois). Pour 1951, le Country Squire a conservé le tableau de bord de la Ford de 1950 (avec la colonne de direction de 1951).

### Assemblage

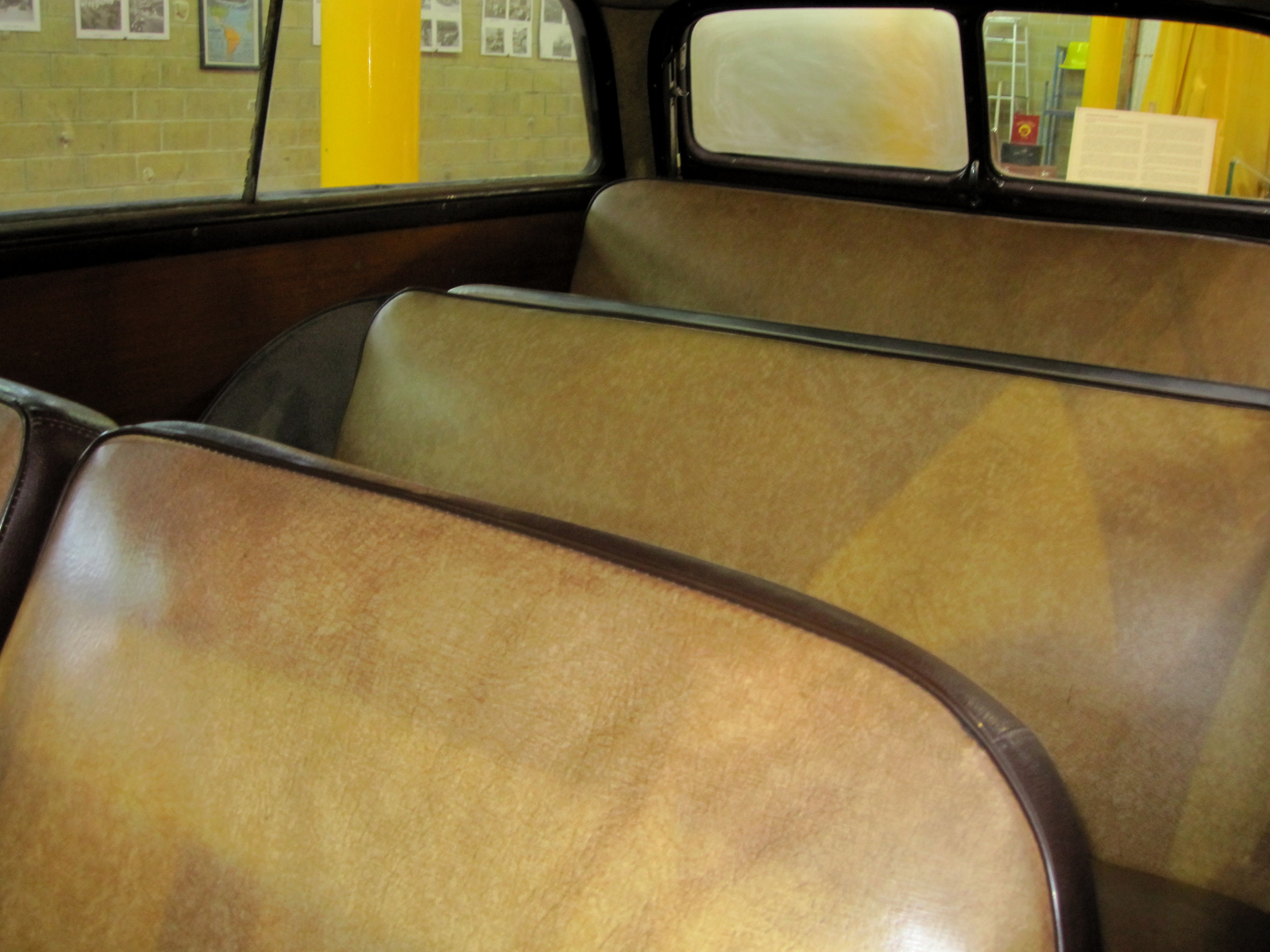
Intérieur (3 portes, version 8 places).

En tant que véritable «Woodie», l'assemblage du Country Squire exigeait beaucoup de main-d'œuvre, et devait être achevé dans trois usines d'assemblage. L'assemblage initial de la carrosserie en acier était achevé à l'usine d'assemblage de Dearborn, la carrosserie incomplète étant expédiée à l'usine d'Iron Mountain pour la pose de panneaux de bois; une fois terminés, les carrosseries étaient renvoyées à diverses installations d'assemblage de Ford pour l'assemblage final (montage sur les cadres, installation des intérieurs).
Pour 1951, Ford a sous-traité l'assemblage final du Country Squire, contractant Ionia Body Company (un assembleur de breaks en bois pour General Motors)

### Groupe motopropulseur
Lors de sa production, le Country Squire de première génération était équipé de deux moteurs, partagés avec les berlines Ford. Le moteur standard était un 6 cylindres en ligne H Series de 3,7 L et 95 ch, avec un V8 Flathead de 3,9 L de 100 ch. Pour 1950, une boîte manuelle à 3 vitesses était de série, une boîte automatique Ford-O-Matic à 3 vitesses devenant une option en 1951.

### Ventes
| Production du Country Squire de première génération | Production du Country Squire de première génération |
| Année                                               | Ventes                                              |
| --------------------------------------------------- | --------------------------------------------------- |
| 1949 (en tant que Custom)                           | 31 412                                              |
| 1950                                                | 22 929                                              |
| 1951                                                | 29 017                                              |

## Deuxième génération (1952-1954)

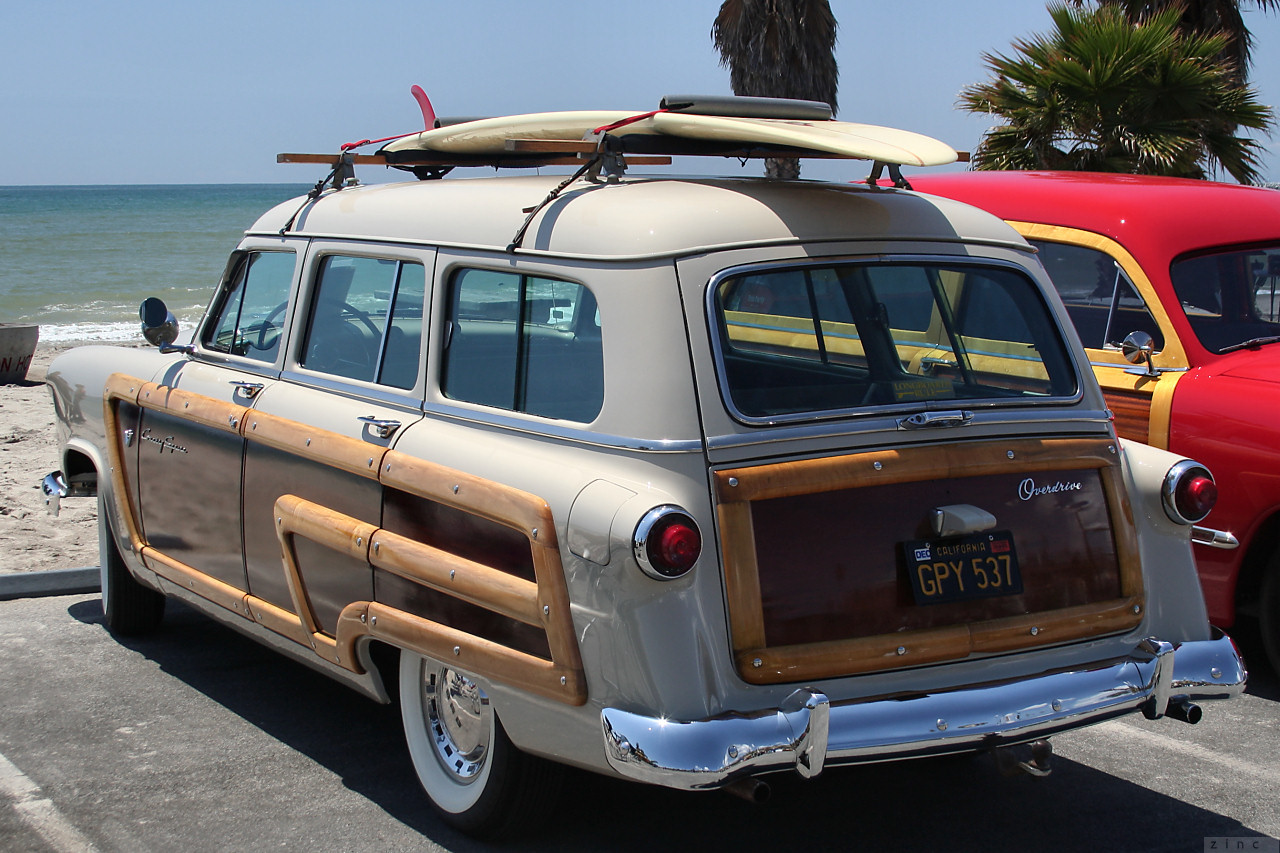
Version 1952...

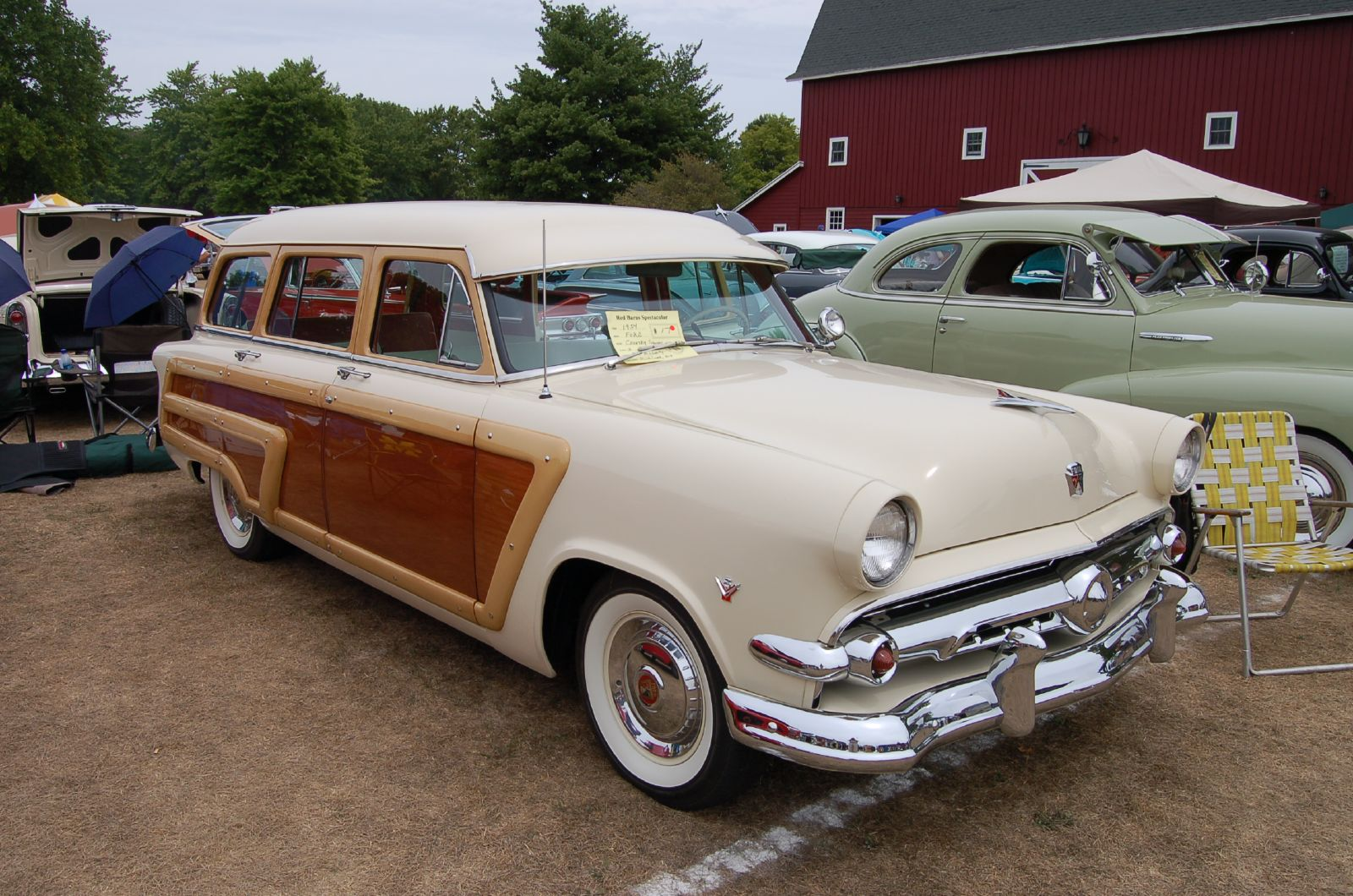
et 1954.

À la suite d'une refonte de la gamme des modèles Ford pour l'année modèle 1952, la deuxième génération du Country Squire a été introduite, marquant plusieurs changements majeurs dans la gamme du modèle. Tout en partageant une grande partie de sa carrosserie (mais pas son empattement) avec la nouvelle Mercury Monterey, seul le Country Squire présentait des panneaux de bois de série. Dans une révision plus large pour 1952, Ford a présenté des homologues break pour chacune de ses gammes de berlines; le Country Squire était l'équivalent de la berline Crestline. 
En dehors du Country Squire, ford ajoute désormais les modèles Country Sedan quatre portes (Customline) et le Ranch Wagon deux portes (Mainline) ; ces deux derniers étant dépourvus de décorations en bois.

### Aperçu du modèle
Conçu par Gordon Buehrig, le Country Squire de deuxième génération a été développé dans le but de maximiser la communalité des pièces entre les gammes des modèles berlines et breaks. Tout en gagnant 25 mm d'empattement, le Country Squire de deuxième génération a été réduit d'environ 250 mm de longueur par rapport à son prédécesseur.
Contrairement au Country Sedan, la peinture bicolore n'était pas offerte pour le Country Squire; alors que moins de choix de peinture étaient disponibles, tous étaient de couleur assortie à la garniture extérieure en bois. Assorti à la garniture en bois, l'intérieur était proposé dans une seule palette de couleurs beige/marron. Comme pour la génération précédente, le Country Squire de deuxième génération utilisait un hayon en deux parties. Le pneu de secours a été déplacé sous le plancher de chargement, la moitié supérieure du hayon étant ouverte par des charnières à contrepoids.
Au cours de sa production, la deuxième génération a connu plusieurs révisions mineures. Pour 1953 (marquant le 50e anniversaire de Ford), le Country Squire a reçu un centre de volant commémoratif, les accoudoirs des portières arrière sont devenus de série. Pour 1954, la gamme de choix de couleurs a été étendue de six à douze (extérieurs restants de couleur unie), les intérieurs rouge, bleu/blanc ou vert/blanc remplaçant l'ancien intérieur beige/marron. Plusieurs fonctions d'assistance électrique ont été introduites : en 1953, la direction assistée est devenue une option, avec des freins assistés et un siège avant à réglage électrique introduit pour 1954,.

#### Groupe motopropulseur
Pour les années modèles 1952 et 1953, le Country Squire était proposé avec un V8 de 3,9 L de 110 chevaux (les six cylindres en ligne n'étaient proposés que pour le Ranch Wagon). Pour 1954, dans la lignée de toutes les Ford, le V8 Flathead a été remplacé par le V8 Y-block à soupapes en tête. Bien que construit avec la même cylindrée que le V8 Flathead, le Y-block augmentait la puissance de 110 ch à 130 ch. Le six cylindres en ligne a été redessiné, avec une version de 3,7 L devenant le moteur standard, produisant 115 ch.

### Changements d'assemblage
Commercialisés comme des véhicules haut de gamme, les breaks à carrosserie en bois exigeaient beaucoup de main-d'œuvre à assembler (et à entretenir). Pour réduire les coûts d'assemblage et de propriété, le Country Squire a abandonné la construction à panneaux de bois pour une carrosserie entièrement en acier. Pour se distinguer du Country Sedan, des transferts de vinyle DI-NOC ont été utilisés pour simuler les lambris d'acajou, accentués par du bouleau ou de l'érable. Pour simuler davantage l'aspect « Woodie », des transferts de grain de bois ont été appliqués aux cadres de fenêtre et au hayon supérieur. Pour 1954, la garniture en bois a été remplacée par de la fibre de verre, colorée avec une finition grain de bois.

### Ventes
| Production du Country Squire de deuxième génération | Production du Country Squire de deuxième génération |
| Année                                               | Ventes                                              |
| --------------------------------------------------- | --------------------------------------------------- |
| 1952                                                | 5 426                                               |
| 1953                                                | 11 001                                              |
| 1954                                                | 12 797                                              |

## Troisième génération (1955-1956)

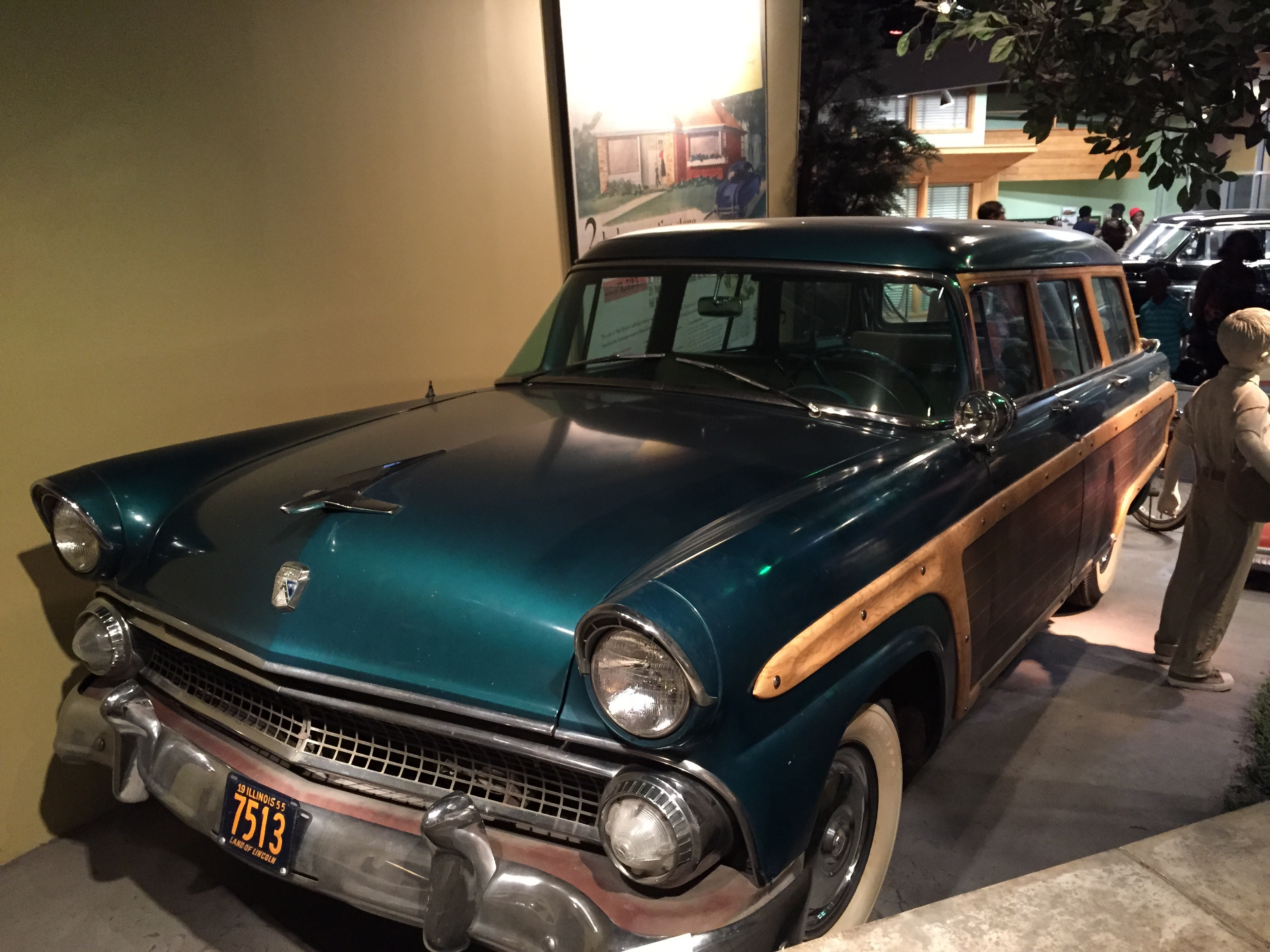
Country Squire 1955 au musée Smithsonian de l'histoire américaine. Evoquant l'avénement des pavillons de banlieue dans le contexte du baby-boom.

Pour l'année modèle 1955, la troisième génération du Country Squire a été introduite. Fonctionnellement une mise à jour de la deuxième génération, la carrosserie a subi plusieurs révisions de style, ainsi que de multiples mises à niveau fonctionnelles. La Crestline a été abandonnée, le Country Squire devenant l'homologue de la toute nouvelle gamme de berlines Fairlane.
Pour 1955, Ford a consolidé ses trois breaks en une gamme de modèles distincte de ses berlines. Dans un changement qui durera jusqu'en 1968, le Country Squire était le break vaisseau amiral de Ford, avec le Country Sedan quatre portes (sans bois) et le Ranch Wagon deux portes. En 1956, le Parklane deux portes a été introduit; destiné à concurrencer le Chevrolet Nomad, le Parklane combinait la carrosserie du Ranch Wagon avec la garniture de la Fairlane (similaire à l'intérieur du Country Squire).

### Aperçu du modèle

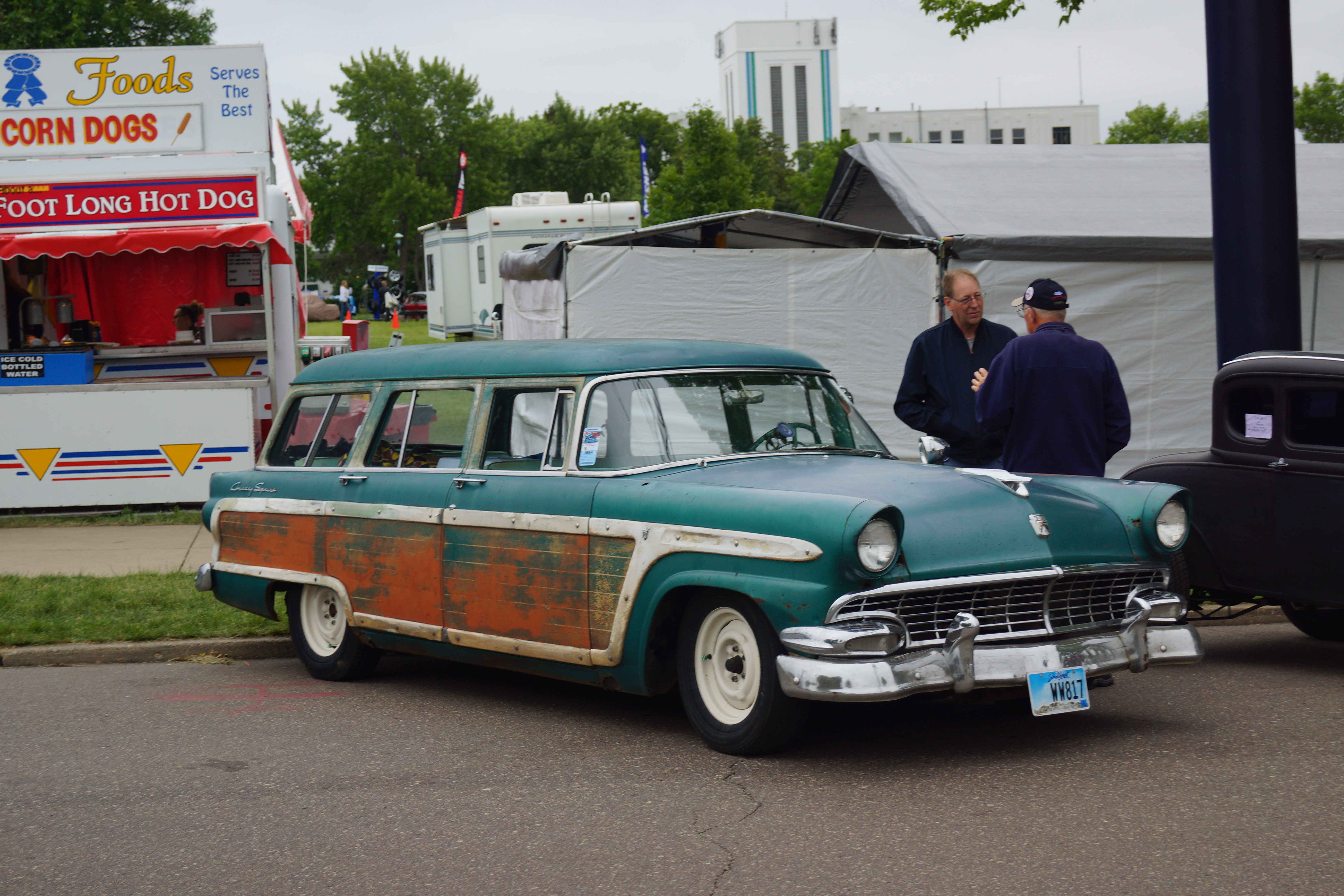
Modèle 1956 montrant l'imitation de bois délavée par le temps.

En grande partie reporté de 1954, le châssis du Country Squire a conservé son empattement de 2 934 mm et ses fondations de châssis. Alors que la ligne de toit du montant B vers l'arrière était essentiellement identique à celle de la génération précédente, un pare-brise panoramique (avec un montant A vertical) a été introduit. La garniture en bois a été révisée, avec les transferts DI-NOC adoptant le style d'un bateau à moteur à carrosserie en bois; la garniture en fibre de verre a été étendue dans les ailes avant (l'«aile ponton» simulé a été enlevé). Pour la première fois, des vitres électriques étaient proposées en option.
Pour 1956, aux côtés de toutes les Ford, le Country Squire a reçu une nouvelle calandre, caractérisée par des clignotants/feux de stationnement rectangulaires et des ouvertures plus larges. Dans le cadre d'un changement fonctionnel, Ford est passé à un système électrique de 12 volts, permettant une puissance de démarrage supplémentaire et de capacité d'options à alimentation électrique. Coïncidant avec la mise à niveau, la climatisation a été introduite en option. La finition d'options Lifeguard a été introduite, offrant un volant à plat profond, des verrous de porte améliorés (pour empêcher l'éjection); en option, des ceintures de sécurité et un tableau de bord rembourré ont été offerts.

#### Groupe motopropulseur
Repris de la génération précédente, le moteur standard du Country Squire de troisième génération était le 6 cylindres en ligne « Mileage Maker » de 3,7 L, augmentant la puissance à 120 ch. Pour la première fois, le Country Squire était disponible avec plusieurs moteurs V8, avec plusieurs sorties de puissance disponibles. Partagé avec la Fairlane, un V8 Y-block de 4,5 L produisant 162 chevaux (carburateur double corps) ou 182 chevaux (carburateur 4 corps). Partagé avec la Thunderbird, un V8 de 4,8 L produisant 198 ch. Pour 1956, le moteur 272 est remplacé par le moteur 292, porté à 202 ch. Un moteur Y-block de 5,1 L (partagé avec la Thunderbird et les Mercury) offrant jusqu'à 225 ch, pouvait être acheté uniquement sur commande spéciale.

### Ventes
| Production du Country Squire de troisième génération | Production du Country Squire de troisième génération |
| Année                                                | Ventes                                               |
| ---------------------------------------------------- | ---------------------------------------------------- |
| 1955                                                 | 19 011                                               |
| 1956                                                 | 23 221                                               |

## Quatrième génération (1957-1959)

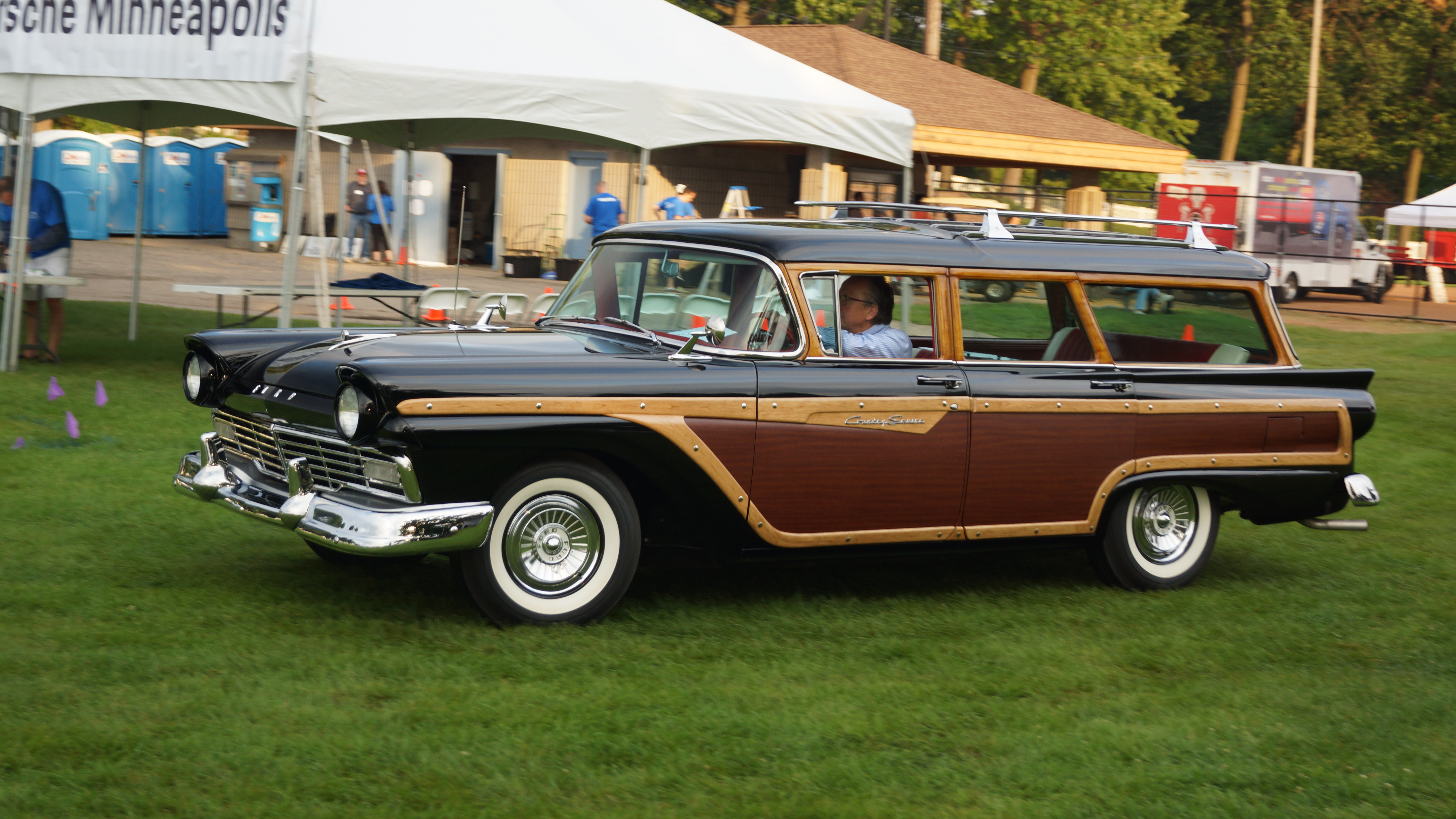
Modèle de 1957.

Pour 1957, la gamme des modèles Ford a subi sa première refonte complète pour la première fois depuis 1952. Dans la lignée d'autres fabricants américains, une partie centrale de la refonte était la hauteur de la carrosserie inférieure, ce qui nécessitait un tout nouveau châssis pour accueillir un plancher inférieur. Seul break doté de panneaux de bois en standard (de tout type) de 1954 à 1956, le Country Squire a été rejoint par le Mercury Colony Park en 1957 et l'Edsel Bermuda en 1958.

### Aperçu du modèle
Coïncidant avec l'utilisation d'un bas de caisse et d'un plancher intérieur, la quatrième génération était plus large que son prédécesseur, passant de huit sièges passagers à neuf pour la première fois. Pour le Country Squire de quatrième génération, Ford est revenu à d'importantes révisions annuelles pour le modèle, avec seulement la ligne de toit et les portes partagées entre les trois années modèles.

#### Caractéristiques du châssis
Le châssis de la Ford de 1957 était une plate-forme à empattement divisé; l'empattement de 2 997 mm était exclusif à la Fairlane, les breaks Ford (et Edsel) partageant un empattement de 2 946 mm avec la Ford Custom. Pour permettre un sol abaisser, la disposition du cadre est passée d'un cadre d'échelle de style pick-up à un cadre périphérique. Une configuration utilisée jusqu'à l'arrêt de la Ford Crown Victoria en 2011, le cadre périphérique permettait au plancher de rester entre les rails du cadre (au lieu d'être au-dessus). Pour réduire davantage la hauteur du véhicule, les ressorts à lames arrière ont été déplacés à l'extérieur des longerons du cadre et le diamètre des roues a été réduit de 15 à 14 pouces.
Pour 1958, la suspension pneumatique arrière est devenue une option pour la première fois; destiné à maintenir le plancher de chargement à une hauteur constante, le système a vu peu d'acheteurs. Dans la lignée de toutes les berlines Ford, le Country Squire de 1959 a adopté l'empattement de 2 997 mm auparavant exclusif à la Fairlane.

##### Groupe motopropulseur
Pour 1957, le Country Squire a repris les trois moteurs de l'année modèle 1956, avec des puissances révisées. Un moteur 6 cylindres en ligne Mileage Maker 3,7 L de 144 ch était le moteur de série. Le V8 de 4,8 L est revenu (avec un carburateur à deux corps), produisant 212 ch. Trois versions du V8 de 5,1 L étaient proposées : 245 ch (quatre corps), 270 ch (double quatre corps) et 300 ch (double quatre corps, compresseur).
Pour 1958, alors que le 6 cylindres en ligne revenaient, les moteurs Y-block ont été remplacés par un tout nouvel ensemble de moteurs V8, appelé FE-Series (Ford/Edsel). Deux cylindrées étaient disponibles, un V8 de 5,4 L (240 ch avec un carburateur à 2 corps ; 265 ch avec un carburateur à 4 corps) ou 5,8 L (300 chevaux, carburateur à quatre corps). Pour 1959, la gamme de moteurs a été révisée davantage, avec un V8 292 de 200 ch devenant le V8 standard, le 332 à deux corps désaccordé à 225 ch (la version à quatre corps a été abandonnée) ; le V8 352 de 300 chevaux est resté.
En plus des boîtes de vitesses manuelles à 3 et 4 vitesses, Ford proposait la boîte automatique Fordomatic à 3 vitesses. Coïncidant avec l'introduction en 1958 des V8 FE-Series, la boîte automatique Cruise-O-Matic à 3 vitesses a été introduite. Conçue pour mieux utiliser les trois rapports, la Cruise-O-Matic démarrait en première vitesse (la Fordomatic démarrait en deuxième, avec la première vitesse sélectionnée en rétrogradant en L).

#### Carrosserie

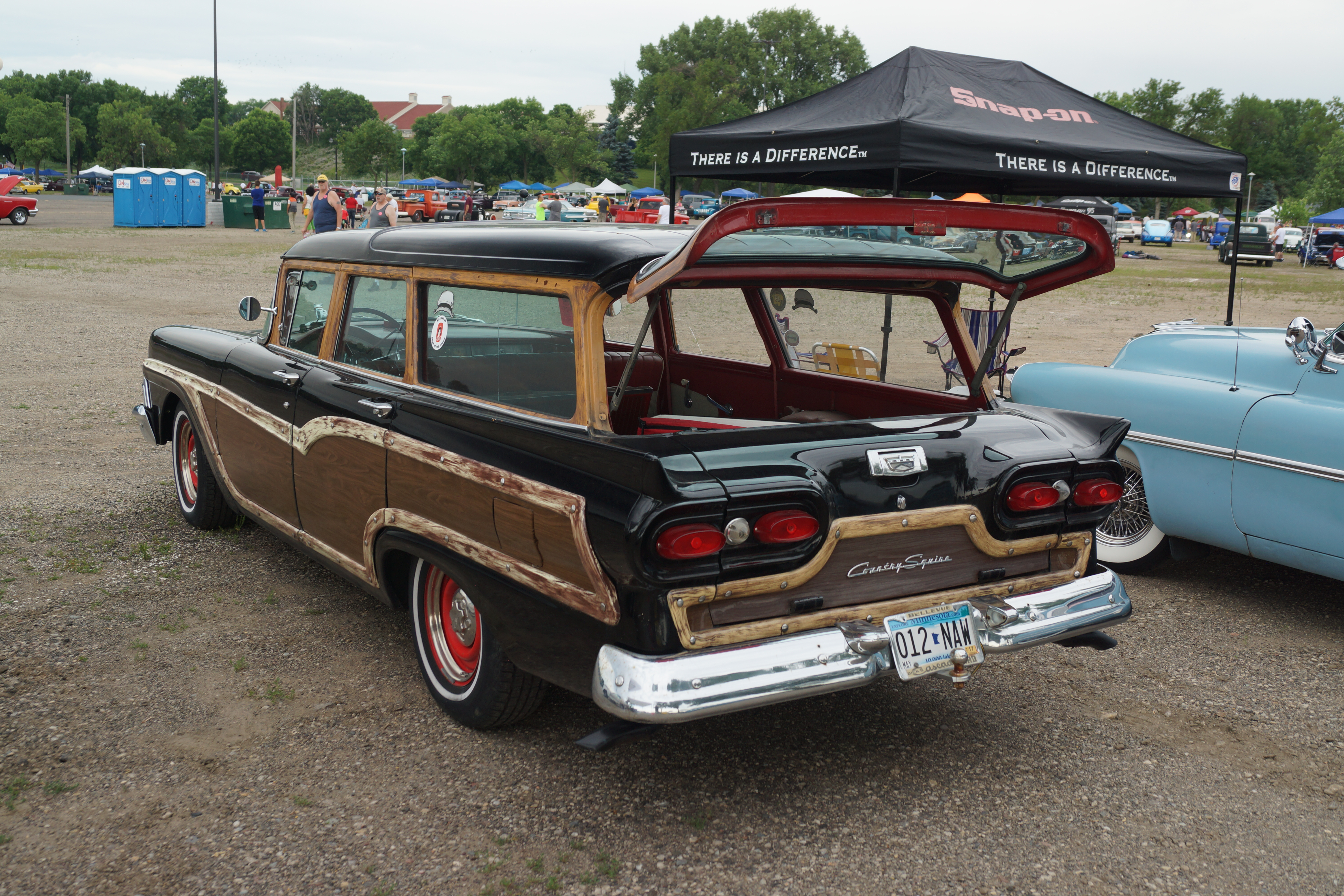
Hayon en deux parties ouvert d'une Ford 1958.

Dans un changement majeur, pour 1957, les breaks Ford ne partageaient plus leurs carrosseries avec un homologue Mercury; au lieu de cela, la carrosserie a été développée pour la gamme des breaks Edsel, le Country Squire devenant l'homologue de l'Edsel Bermuda (qui se distingue par sa combinaison de côtés en similibois et de peinture bicolore). Bien que basé sur l'empattement plus court de la Ford Custom, le Country Squire partageait toujours sa garniture avec la Fairlane. Avec les berlines Ford, le Country Squire a adopté plusieurs éléments de conception de la Ford Thunderbird de 1957, y compris son pare-brise enveloppant (restylé avec un montant A incliné vers l'avant), des ailerons courts et de grands feux arrière ronds.
Pour encore augmenter la capacité de charge, le mécanisme de pliage de la banquette central a été repensé, permettant un plancher de chargement complètement plat une fois plié (la banquette arrière devait encore être retiré). Pour améliorer le chargement, la moitié supérieure du hayon a été élargie, s'étendant dans les montants D.
Pour 1958, les carénages avant et arrière ont subi une révision; en grande partie pour accueillir les quadruples phares, la conception des feux arrière a été revue (remplaçant la conception de deux feux arrière ronds par quatre ovales) parallèlement à la conception de la garniture en bois. Dans un changement fonctionnel, le mécanisme du hayon a été repensé.
Pour 1959, coïncidant avec l'extension de l'empattement, le Country Squire a augmenté de plus de 127 mm de longueur. Adoptant des éléments de style du Mercury Colony Park et de l'Edsel Villager, le Country Squire avait un carénage avant moins incliné avec une calandre plus large, deux grands feux arrière ronds et des ailerons arrière redessinés (avec des lentilles de clignotants). Dans un changement majeur, la garniture en bois simulée autour des piliers de toit a été remplacée par de l'acier inoxydable, laissant la garniture en bois sous la ligne de fenêtre. La troisième banquette a été redessinée, permettant de se plier à plat (après que les coussins de siège aient été retirés et rangés).

### Ventes
| Production du Country Squire de quatrième génération | Production du Country Squire de quatrième génération |
| Année                                                | Ventes                                               |
| ---------------------------------------------------- | ---------------------------------------------------- |
| 1957                                                 | 27 690                                               |
| 1958                                                 | 15 020                                               |
| 1959                                                 | 24 336                                               |

## Cinquième génération (1960-1964)

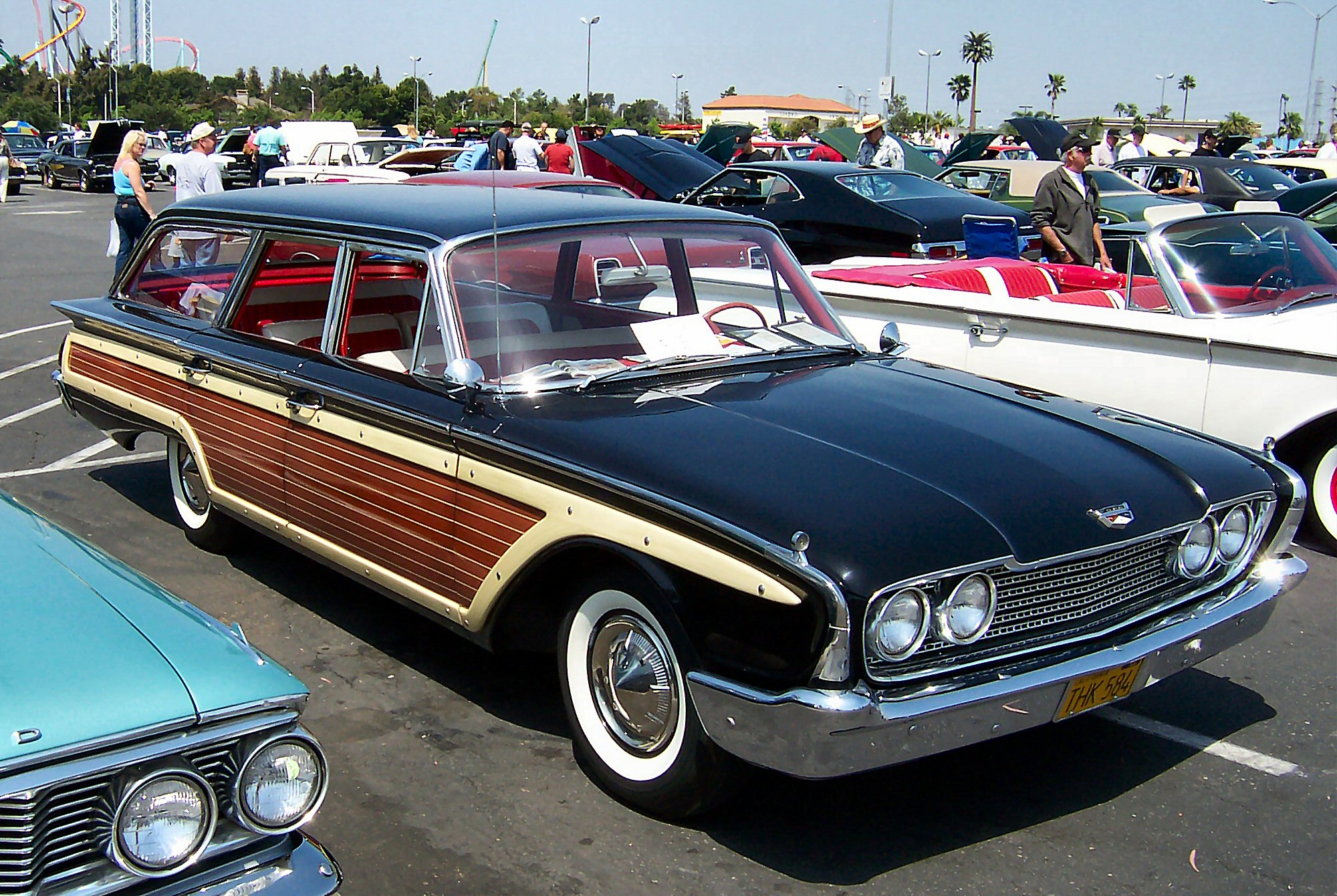
1960.

Pour l'année modèle 1960, au lieu d'une mise à jour annuelle, la gamme des modèles Ford a subi une refonte complète. Coïncidant avec l'introduction de la Falcon compacte, les Ford full-size ont augmenté de taille, adoptant un empattement de 3 023 mm. Dans le cadre d'un changement de modèle, la Galaxie a été placée au-dessus de la Fairlane en tant que vaisseau amiral des modèles Ford, le Country Squire devenant son homologue break pour 1960. Pour 1961, Mercury a révisé sa gamme de modèles après l'abandon d'Edsel, la Monterey devenant une version à empattement plus long de la Galaxie; dans un changement qui durera jusqu'à leur interruption en 1991, le Colony Park est devenu l'homologue Mercury du Country Squire.

### Aperçu du modèle
En conservant l'utilisation d'un cadre périphérique, le Country Squire a augmenté de taille par rapport à son prédécesseur, 127 mm plus large et 127 mm plus long que son prédécesseur. La garniture extérieure en bois a repris l'apparence d'un revêtement de bateau, avec une conception de bordure plus simple. Pour améliorer l'entrée et la sortie, le montant A incliné vers l'avant a été remplacé par un design incliné vers l'arrière, permettant une ouverture plus large de la porte avant. Alors que la banquette de la troisième rangée nécessitait toujours le retrait du coussin inférieur pour se replier à plat, l'accès a été amélioré car un tiers de la banquette de la deuxième rangée se pliait séparément.

#### Caractéristiques du châssis
Le châssis Ford de 1960, utilisé par le Country Squire de cinquième génération avec un empattement de 3 023 mm, était partagé avec tous les autres modèles Ford full-size. Pour améliorer la maniabilité, la suspension à lames arrière a été redessinée avec des ressorts plus longs, dans le cadre du contrôle anti-plongée et anti-squat. La suspension avant est une configuration à double triangulation, avec des bras triangulaires à rotule. Partagé avec le F-Series, le Country Squire utilisait des freins à tambour de 279 mm sur les quatre roues.

##### Groupe motopropulseur
Lors de son lancement, la cinquième génération a conservé plusieurs moteurs de la génération précédente. Un six cylindres en ligne de 145 chevaux et 3,7 L était de série, avec trois moteurs V8 en option. Un V8 de 4,8 L (réajusté à 185 ch) a fait son retour, ainsi qu'un V8 de 5,8 L (235 ch double corps ; 300 ch avec 4 corps). Pour 1961, les moteurs ont été désaccordés, les six cylindres faisant 135 ch, les moteurs 292 faisant 175 ch et les moteurs 352 faisant 220 ch (le V8 de 300 ch est resté). Pour 1962, les moteurs ont été réaccordés à 138 ch pour le 6 cylindres en ligne et 170 ch pour le moteur 292 ; tandis que la version 220 ch du moteur 352 est restée, la version 300 ch a été remplacée par un V8 de 6,4 L produisant 300 ch (la seule version du moteur 390 offerte dans le Country Squire). Pour 1963, le V8 292 a été abandonné, remplacé par un V8 de 4,3 L et 164 chevaux. Pour 1964, le V8 260 a été étendu à 4,7 L (produisant 195 ch) ; le moteur 352 a été réaccordé à 250 ch.
Comme pour la génération précédente, des transmissions manuelles à trois et quatre vitesses (à surmultiplication) ont été proposées, ainsi que des boîtes automatiques Fordomatic ou Cruise-O-Matic à trois vitesses. Pour 1964, la boîte manuelle à 3 vitesses a été repensée, devenant synchronisée dans les trois vitesses.

#### Carrosserie

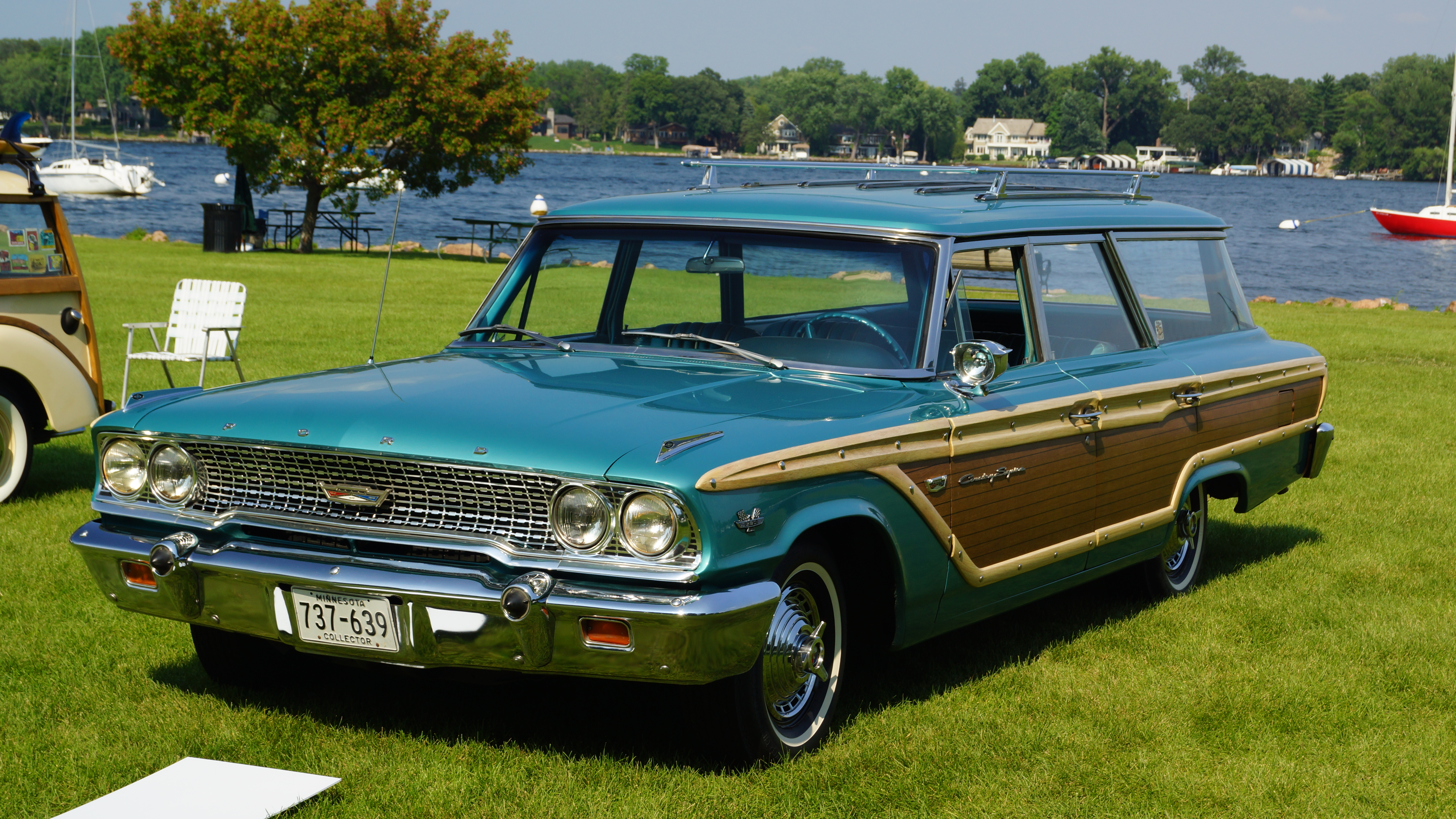
1963.

Contrairement à la quatrième génération de Country Squire, la cinquième génération a largement abandonné les mises à jour de carrosserie annuelles. La conception de la carrosserie était plus conservatrice, intégrant les phares dans la calandre et carénant le pare-chocs plus étroitement dans les ailes. Pour 1961, le hayon arrière subit une refonte complète, abandonnant le hayon en deux parties pour un hayon monobloc avec une vitre rabattable. Dans le cadre de la conception du hayon, un verrouillage de sécurité exigeait que la lunette arrière soit complètement abaissée avant que le hayon puisse être abaissé; la fenêtre pouvait être abaissée manuellement ou électriquement. Sur les deux modèles de hayon, le hayon utilisait un ressort de barre de torsion pour contrebalancer sa charnière.
Coïncidant avec la refonte du hayon en 1961, les carénages avant et arrière ont été redessinés, marquant le retour des (petits) ailerons arrière et des grands feux arrière ronds, dans la lignée de la Ford Thunderbird. Pour 1964, le Country Squire a subi un restylage de son carénage arrière (suppression des ailerons arrière) et de sa garniture latérale, avec une refonte de la garniture en bois.

## Sixième génération (1965-1968)

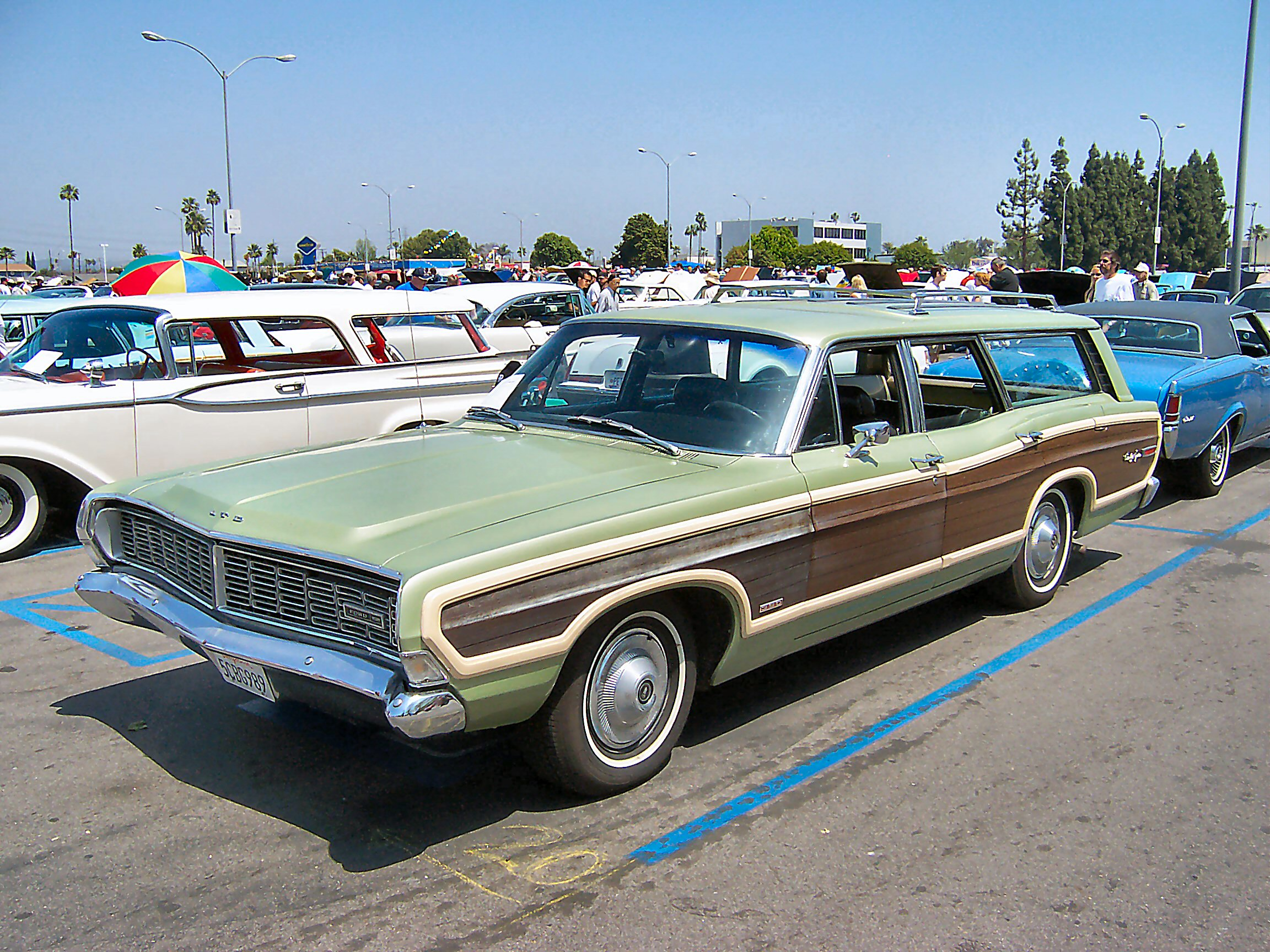
1968.

Pour l'année modèle 1965, la gamme des modèles Ford full-size a subi une refonte complète avec un tout nouveau châssis. Parallèlement à l'introduction de la Ford LTD, le Country Squire était le pendant du modèle Galaxie 500 au côté du Country Sedan sans grain de bois (pendant du modèle Galaxie standard).
Lors de la production du Country Squire de sixième génération, les breaks en bois (sous forme simulée) ont connu une reprise dans la production. Auparavant exclusifs à Ford et Mercury de 1954 à 1965, des breaks concurrents avec du simili-bois sont entrés en production à la fin des années 1960. Pour 1966, Chrysler réintroduit les boiseries pour le break Town & Country (et pour le premier break Dodge Monaco). General Motors a introduit les boiseries pour le Chevrolet Caprice Estate de 1966 et en 1967 pour le Buick Sport Wagon et l'Oldsmobile Vista Cruiser. Dans le cadre de l'introduction en 1968 des Ford Torino et Mercury Montego, un break Torino Squire et Montego Villager ont été introduits avec des garnitures extérieures en similibois.
Alors que la LTD est devenue un modèle à part entière pour l'année modèle 1968, le Country Squire est devenu son homologue break, Ford ajoutant le badge «LTD» sur le capot,.

### Aperçu du modèle
Pour se conformer à la mise en œuvre des réglementations de sécurité aux États-Unis, de nombreux changements ont été apportés au cours de cette génération, uniformisant efficacement les équipements introduits par la finition d'options Lifeguard. Pour 1966, Ford a normalisé les ceintures de sécurité avant et arrière, un tableau de bord et des pare-soleil rembourré, un volant à plat profond, des loquets de porte renforcés et des clignotants d'urgence. Pour 1967, dans le cadre de la réglementation fédérale, le volant était équipé d'un centre rembourré et monté sur une colonne de direction à absorption d'énergie (pliable); les autres exigences comprenaient des surfaces intérieures rembourrées, des commandes encastrées sur le tableau de bord et des ancrages extérieurs pour les ceintures avant. Comme un degré supplémentaire de redondance, un maître-cylindre de frein à double chambre a été ajouté pour l'année modèle 1968 (sur le Country Squire, aux côtés de tous les autres véhicules vendus aux États-Unis).

#### Caractéristiques du châssis
Le châssis Ford de 1965 à propulsion arrière utilisé par le Country Squire de sixième génération a conservé l'empattement de 3 023 mm de la génération précédente. Pour plus de résistance et de rigidité, les longerons du cadre sont devenus entièrement caissonnés, la configuration du cadre périphérique a été conservée. Tout en utilisant à nouveau une configuration à double triangulation avec des bras triangulaires à rotule pour la suspension avant, la largeur de la voie avant a été élargie pour améliorer la maniabilité. Les ressorts à lames arrière ont été abandonnés, remplacés par un essieu arrière solide à ressorts hélicoïdaux à trois bras; sous diverses formes, Ford utilisera cette configuration de suspension sur ces véhicules full-size à propulsion arrière jusqu'à la production de la Ford Crown Victoria finale en 2011.

##### Groupe motopropulseur
Pour la sixième génération, le Country Squire (aux côtés des voitures full-size de Ford et des pick-ups F-Series) a reçu un nouveau moteur standard, un 6 cylindres en ligne « Big Six » de 3,9 L (produisant 150 ch) remplaçant le six cylindres en ligne « Mileage Maker » de 3,7 L. Les trois moteurs V8 des générations précédentes ont été conservés, un V8 4,7 L de 200 ch, un V8 5,8 L de 250 ch et un V8 6,4 L de 300 ch. Pour 1966, deux versions du moteur 390 ont été introduites, produisant 275 ch (double corps) ou 315 ch (4 corps). Pour la première fois, un V8 de 7,0 L était proposé sur le Country Squire, produisant 345 ch. Pour 1967, le V8 FE 352 a été abandonné, largement remplacé par la version double corps du moteur 390 (produisant 270 ch). Pour 1968, le moteur 4,7 L a été étendu à 4,9 L, produisant 210 ch. Les moteurs 390 et 428 à deux corps ont été réaccordés, produisant respectivement 265 et 340 ch.
Tout en conservant la similitude des groupes motopropulseurs avec la Ford Galaxie, sur une base officielle, Ford n'a proposé aucune version du V8 428 produisant plus de 345 ch, ni aucun V8 427 dans le Country Squire,,.
Pour le Country Squire de sixième génération, la transmission manuelle 3 vitesses sur colonne a fait son retour, avec la boîte manuelle 4 vitesses à surmultiplication. Pour 1967 seulement, une boîte manuelle 4 vitesses au plancher a été proposée pour le Country Squire (uniquement avec les V8 390 et 428). La boîte automatique Fordomatic 3 vitesses a été retirée, la Cruise-O-Matic a été remplacé par plusieurs conceptions de transmissions automatiques 3 vitesses commercialisées sous le nom SelectShift; la C4 a été développée pour les 6 cylindres en ligne et les petits V8, tandis que la C6 a été développée pour les gros V8 ; la FMX a été introduite pour les moteurs de taille moyenne en 1968.

#### Carrosserie
Pour la sixième génération, le Country Squire a de nouveau partagé ses portes avec les berlines Ford à quatre portes. Alors que la ligne de toit du Country Squire était partagée avec le Mercury Colony Park, les deux modèles partageaient une carrosserie différente sous les ceintures de fenêtre (y compris les carénages avant et les panneaux de quart arrière). Dans un changement de style majeur, Ford a adopté des phares empilés verticalement, rehaussant la ligne du capot et agrandissant la calandre.
Dans un changement de conception qui durera jusqu'à son abandon en 1991, le Country Squire de 1965 a remplacé la configuration de la banquette arrière de troisième rangée par deux banquettes arrière avec deux sièges rabattables à plat (en option) orientés vers le centre de la zone de chargement, augmentant les sièges pour 10 passagers. Coïncidant avec toutes les Ford full-size, le Country Squire a adopté des clés à deux faces pour 1965, introduisant une clé de voiturier (tout en déverrouillant les portes avant et pouvant faire démarrer la voiture, la clé ne déverrouillait pas la boîte à gants et la porte de chargement arrière).
Après une mise à jour mineure de la calandre pour l'année modèle 1967, le Country Squire a subi une mise à jour extérieure pour l'année modèle 1968. Coïncidant avec son avenir d'être un homologue de la Ford LTD, le Country Squire a adopté le carénage avant à calandre divisée de la LTD, en adoptant des phares cachés à vide; en tant que sécurité intégrée, le système rétractait les couvercles des phares en cas de perte de vide du moteur. Alors que la fonctionnalité était partagée avec le Colony Park (et son homologue Marquis), la refonte a marqué une différenciation significative entre les conceptions de carénage avant des deux modèles. Dans un autre changement, les feux arrière sont passés d'une conception carrée (dérivée des traditionnels feux arrière ronds des Ford des années 1940 et 1950) à un rectangle orienté verticalement (une conception utilisée jusqu'en 1991).

##### Magic Doorgate
Pour 1966, tous les breaks Ford ont introduit la configuration de porte arrière Magic Doorgate. Conçue par Donald N. Frey, la configuration du hayon bidirectionnel permettait à la porte arrière de se rabattre (comme un hayon traditionnel) ou de s'ouvrir vers le côté avec une charnière (comme une porte). Le Magic Doorgate a été rendu possible grâce à une charnière fixe traditionnelle côté passager et une combinaison de charnières côté conducteur, supportant le poids du hayon lorsqu'il basculait vers l'extérieur. Lorsqu'elle était ouverte par la poignée de porte extérieure ou intérieure, la porte arrière ne s'ouvrait pas vers le côté ou ne se repliait pas à moins que la lunette arrière ne soit rétractée.
Dans diverses adaptations, la porte arrière à double sens serait utilisée sur les breaks full-size de Ford, General Motors et AMC au cours des années 1970.

## Septième génération (1969-1978)
Pour l'année modèle 1969, la gamme des modèles Ford full-size a subi une refonte complète, augmentant l'empattement de 3 023 à 3 073 mm. Dans une consolidation de sa marque, les breaks et les berlines Ford n'étaient plus des gammes de modèles distinctes. Après avoir ajouté le badge de capot LTD en 1968, le Country Squire a été ajouté à la gamme de modèles LTD en 1969, insérer au-dessus des (Galaxie) Country Sedan et (Custom 500) Ranch Wagon.

### 1969-1972
Pour l'année modèle 1969, une nouvelle génération de voitures Ford et Mercury a fait ses débuts; les breaks des deux divisions roulaient sur un empattement de 3 023 mm partagé avec la gamme des berlines Ford, soit un gain de 51 mm. Le hayon Magic Doorgate a été mis à jour avec une conception à 3 voies : il pouvait maintenant basculer vers le bas comme un hayon ou basculer avec la vitre baissée ou relevée (cette dernière configuration n'était auparavant pas possible).
Dans le cadre de la gamme LTD, le Country Squire avait des garnitures intérieures similaires; à l'exception évidente de ses panneaux en similibois, les Country Squire avaient la même carrosserie de pare-brise incliné vers l'avant que leurs homologues berline LTD. Pour l'année modèle 1970, les changements visibles se limitaient aux changements de détail des garnitures de pare-chocs et de calandre qui ont perdu la barre de séparation. En 1971, le Country Squire a reçu un restylage complet (avec seulement le toit et le hayon reportés du modèle de 1970) ; comme avec la LTD, il a perdu ses phares cachés dans la calandre.
Au départ, le moteur standard était un V8 de 4,9 L, remplacé par un V8 de 5,8 L au milieu de l'année modèle 1969. Comme avec son homologue LTD, les moteurs V8 390 et 429 étaient des options. En 1971, le V8 390 a été remplacé par un V8 de 6,6 L (bien que vendu sous le nom de moteur 400). Pour diverses raisons, 1972 a vu une diminution importante de la sortie du groupe motopropulseur. Cette année-là, la puissance brute a été remplacée par la puissance nette. L'ajout de contrôles d'émissions et l'adoption de carburant sans plomb ont nécessité des taux de compression abaissés et un retard d'allumage. Dans un exemple, le V8 429, en tête de gamme, a vu sa puissance passer de 365 ch à 212 ch de 1971 à 1972. En 1972, le moteur 429 a été rejoint par un V8 7,5 L de 224 chevaux vu précédemment dans la gamme Lincoln.
Chiffres de production[réf. nécessaire] :
- 1969 : 129 235
- 1970 : 108 914
- 1971 : 130 644
- 1972 : 121 419

### 1973-1978
Pour l'année modèle 1973, la gamme des voitures full-size de Ford a fait l'objet d'une mise à jour majeure. Bien que toujours construit sur le même châssis d'un empattement de 3 073 mm, l'ajout de pare-chocs de 8 km/h a ajouté plus de 152 mm de longueur au LTD Country Squire à la fin de l'année modèle 1974. Ce sont également les breaks les plus longs et les plus lourds jamais produits par Ford.
Pour 1974, des pare-chocs de 8 km/h ont été ajoutés à l'arrière, un système d'allumage transistorisé a été introduit, ainsi qu'un nouvel ornement de capot. De plus, le moteur 429 a été abandonné, largement remplacé par le V8 460 essentiellement identique.
Pour 1975, Ford a commencé à réduire sa gamme de breaks car le Custom 500 Ranch Wagon a été relégué exclusivement aux ventes de flotte et le Galaxie Country Sedan a été abandonnée, remplacé par une LTD familiale sans grain de bois. Pour mieux distinguer le LTD Country Squire, Ford a remis les phares cachés sur le modèle, une caractéristique associée aux modèles haut de gamme LTD Landau (et Mercury Marquis). Dans tous les modèles, les convertisseurs catalytiques faisaient désormais partie de l'équipement standard pour se conformer aux réglementations sur les émissions.
Les modèles de 1975 à 1978 étaient presque identiques, à l'exception de petites différences de garniture et d'emblèmes d'une année à l'autre. Afin d'augmenter l'économie de carburant, le V8 de 5,8 L a été réintroduit pour 1978.
Le moteur standard de toutes les autres berlines et familiales Ford full-size était le V8 Windsor 351. Cependant, le Country Squire était livré de série avec le V8 Cleveland 400M, tandis que les V8 385-Series, 429 et 460 étaient en option. Avec la suppression des transmissions manuelles dans la gamme, la transmission automatique C6 à 3 vitesses était désormais la seule option de transmission pour les Ford full-size. Les V8 429 et 460 étaient une option courante en raison des performances particulièrement lentes du moteur 400 désaccordé qui avait maintenant du mal à tirer le poids toujours croissant d'un Country Squire.

## Huitième génération (1979-1991)
Pour 1979, Ford a réduit sa gamme de voitures full-size. 279 mm plus court et 450 kg de moins que son prédécesseur de 1978, le Country Squire redessiné a conservé sa capacité de 8 places avec une capacité de chargement légèrement réduite. Tout en conservant un moteur V8, le Country Squire est passé des V8 400 et 460 aux V8 Windsor de 4,9 L et 5,8 L, partageant les moteurs avec la Ford Granada.
Pour 1983, pendant que Ford faisait subir une révision à ses modèles full-size, le Country Squire est resté en production; comme la LTD est devenue la remplaçante de la Granada de taille moyenne, le Country Squire est devenu l'homologue de la LTD Crown Victoria. Dans un autre changement, le V8 de 4,9 L a adopté l'injection de carburant. Pour 1986, le V8 a de nouveau été mis à jour, adoptant l'injection de carburant séquentielle multi-ports (identifié par un grand badge EFI 5.0-intake au-dessus du moteur).
Pour 1988, le Country Squire a reçu sa premières mises à jour externes depuis 1979, partageant la mise à jour du carénage avant de son homologue berline; les nouveaux sièges avant ont reçu des appuie-tête plus grands. Pour 1990, le tableau de bord a reçu sa première mise à jour majeure (depuis 1979) avec l'ajout d'un airbag côté conducteur; les sièges arrière des extrémités extérieurs recevaient des ceintures de sécurité à 3 points. Pour 1991, les lentilles des clignotants avant et des feux de stationnement sont passées de l'orange au transparent.

### Arrêt
Au milieu des années 1980, les ventes de breaks full-size ont commencé à décliner, à la suite de l'introduction des monospaces Chrysler et du Ford Aerostar. En 1991, le Country Squire était le véhicule Ford se vendant le plus lentement en Amérique du Nord, avec moins de 4 000 produits. La production du modèle de 1991 a cessé en décembre 1990.
Pour 1992, lorsque Ford a redessiné ses véhicules full-size des marques Ford et Mercury, le style de carrosserie break n'a pas été inclus dans la refonte, bien qu'il y ait des preuves photographiques publiées qu'un modèle d'argile pour une Ford Country Sedan full-size de 1992 ait été fabriqué en 1988[réf. nécessaire]. General Motors a redessiné ses breaks à plate-forme B pour 1991, mais ils ont été mal accueillis sur le marché.
Chez Ford, le rôle du break 8 places a été transmis aux Ford Taurus/Mercury Sable; redessinée aux côtés de la Crown Victoria pour 1992, la Ford Taurus est devenue la voiture la plus vendue aux États-Unis. Sur le plan fonctionnel, le rôle du véhicule familial dans la gamme des produits Ford était divisé entre l'Aerostar (et le plus grand Ford Club Wagon) ainsi que le nouveau Ford Explorer (car les acheteurs commençait à se tourner vers les SUV).
| Année   | 1979                        | 1980                        | 1981                        | 1982                       | 1983   | 1984   | 1985   | 1986   | 1987   | 1988   | 1989   | 1990  | 1991  | Total   |
| Unités† | LTD Country Squire: 29 932  | LTD Country Squire: 9 868   | LTD Country Squire: 9 443   | LTD Country Squire: 9 626  | 20 343 | 30 803 | 30 825 | 20 164 | 17 562 | 14 940 | 13 362 | 6 419 | 3 865 | 221 017 |
| Unités† | Sans grain de bois : 37 955 | Sans grain de bois : 11 718 | Sans grain de bois : 10 554 | Sans grain de bois : 9 294 | 20 343 | 30 803 | 30 825 | 20 164 | 17 562 | 14 940 | 13 362 | 6 419 | 3 865 | 221 017 |

†Les breaks LTD Crown Victoria et Country Squire sans grain de bois comptés comme un total à partir de 1983
††286 673 unités au total, y compris les breaks sans grain de bois produits de 1979 à 1982

## Options et fonctionnalités uniques
Avec certaines versions du Country Squire, une chaîne stéréo AM/FM avec une radio bidirectionnelle combinée et Citizens' Band (CB) entièrement intégrée et une antenne automatique à double usage de remplacement (avec une seule différence visible; le mât d'antenne était d'un plus grand diamètre avec une bande noire à environ mi-hauteur).
Options incluses; sièges arrière face opposés aux côtés, qui pouvait être plié pour faire une surface de chargement durable. Disponible pour une utilisation avec les sièges arrière latéraux était une table pliante avec un damier magnétique intégré. Des aimants sous les pièces en plastique les empêchaient de glisser sur la planche pendant que le véhicule était en mouvement.
Derrière l'un des gardes-boues arrière se trouvait un compartiment caché et verrouillable, invisible lorsque le dossier du siège arrière était en position verticale.
GM, Chrysler et AMC adopteront une configuration similaire à la fin des années 1960. Une version avancée était le hayon à 3 voies qui permettait d'ouvrir la porte latéralement avec la fenêtre relevée.